# Gornji Suvi Do
Suhodoll i Epërm en albanais et Gornji Suvi Do en serbe latin (en serbe cyrillique : Горњи Суви До) est une localité du Kosovo située dans la commune/municipalité de Mitrovicë/Kosovska Mitrovica et dans le district de Mitrovicë/Kosovska Mitrovica. Selon le recensement kosovar de 2011, elle compte 224 habitants, tous albanais.

## Démographie

### Évolution historique de la population dans la localité
| 1948 | 1953 | 1961 | 1971 | 1981 | 1991 | 2011 |
| ---- | ---- | ---- | ---- | ---- | ---- | ---- |
| 104  | 164  | 263  | 340  | 428  | 451  | 224  |

|  |